# محمد أبو الخير (تنظيم القاعدة)
محمد عبد الله حسن أبو الخير أو أبو عبد الله الحلبي هو مواطن سعودي وُضع اسمه في 2009 على قائمة المطلوبين للحكومة السعودية. قيل أنه أحد حراس أسامة بن لادن. ووفقًا لجريدة الشرق الأوسط فإنه كانت تربطه علاقات وثيقة مع رمزي بن الشيبه. وفي 24 أغسطس 2010 وضعت الولايات المتحدة والأمم المتحدة اسمه على قوائم «الإرهابيين المشتبه بهم»، كان أبو الخير مسؤولًا عن الشؤون المالية لتنظيم القاعدة.
في 29 يوليو 2011 ذُكر في أحد المنتديات الجهادية أن أبا الخير قد قُتِلَ. وأكد تنظيم القاعدة مقتله في غارة بواسطة طائرة بدون طيار في باكستان في 18 سبتمبر 2010.